# الهجرة (الرضمة)

تعديل مصدري - تعديل

الهجرة محلة تابعة "قرية شعب العبيدي (الرضمة)"، التابعة لعزلة عجيب بمديرية الرضمة إحدى مديريات محافظة إب في الجمهورية اليمنية.، بلغ تعداد سكانها 178 حسب تعداد اليمن لعام 2004.